# Carsten Niebuhr
Carsten Niebuhr (født 17. marts 1733, død 26. april 1815) var tysk matematiker, kartograf og geografisk rejsende i dansk tjeneste.

## Baggrund
Niebuhr fødtes i en velhavende marskbondefamilie i Lüdingwort i Hadeln, "Landkreis Land Hadeln" i det daværende kurfyrstendømme Hannover. Moderen døde kort efter hans fødsel, og næppe havde han begyndt sine studier i Otterndorfs Latinskole, før også faderen gik bort.
Da hans fædrene arv ikke var stor, tog hans formynder ham ud af skolen, og Niebuhr tilbragte fire år ved almindeligt bondearbejde på en slægtnings gård, og han fik end ikke tilladelse til at benytte sig af sin sans og interesse for musik, der kunne have stillet ham en organistpost i udsigt. Imidlertid vakte en proces om nogle marskjorder hans interesse for landmålerkunsten, og da han samtidig blev myndig og fik dispositionsret over sin formue, besluttede han at uddanne sig i denne retning.
22 år gammel drog han 1755 til Hamborg, hvor han studerede latin, almindelige skolefag og geometri ved gymnasiet der, og 1757 drog han til Göttingen, der var kurfyrstendømmet Hannovers universitetsby, for at fuldende sin faglige uddannelse ved universitet. Hans stambog, der er påbegyndt i Göttingen, er i 2010 købt af Det Kongelige Bibliotek.  Et familiestipendium satte ham i stand til et forlænget studieophold, og han tænkte på at indtræde i det hannoveranske ingeniørkorps, da han 1758 modtog et anderledes fordelagtigt tilbud fra Danmark.
Den kendte orientalist professor Johann David Michaelis i Göttingen havde foreslået den danske statsminister J. H. E. Bernstorff at sende en sproglærd til Sydarabien for at indsamle nyt stof til gammeltestamentlig filologi og eksegese. Bernstorff gik ind på forslaget men udvidede det til samtidigt at omfatte almenarkæologiske, historiske, geografiske og fysiske undersøgelser af enhver art, og således opstod den danske »arabiske Ekspedition«.

## Den store arabiske Ekspedition 1761-67
På Michaëlis' forslag valgtes præstesønnen fra Vester Skjerninge Friedrich Christian von Haven, der dengang studerede i Göttingen, til den første deltager i ekspeditionen. Von Haven blev i den forbindelse udnævnt til professor. Da von Haven var filolog, manglede der desuden en person med naturvidenskabelig uddannelse, fortrinsvis matematikken, til at foretage astronomiske observationer, landmålinger og tegne kort. Det var her, Niebuhr kom ind i billedet, og han tog med glæde imod tilbuddet men betingede sig halvandet år til videnskabelig forberedelse og uddannelse og i samme tidsrum en lignende statsunderstøttelse som den, von Haven nød. Niebuhr blev på samme måde som von Haven tilbudt en professortitel men ønskede på grund af sin korte uddannelse og beskedenhed ikke at tage imod denne. Niebuhr blev i stedet udnævnt til ingeniørløjtnant.
Han studerede nu en række fag, der kunne have betydning for rejsen og kastede sig med jernflid over Tobias Mayers astronomiske system, særligt hans nye metode til bestemmelsen af den geografiske længde ved hjælp af månedistancer. Niebuhr havde lært sig kunsten at anvende et astrolabium. 1760 ankom han til København og udnævntes til løjtnant i ingeniørkorpset.
Foruden de nævnte bestod ekspeditionen af den svenske naturforsker dr. Peter Forsskål, der også i forbindelse med ekspeditionen blev udnævnt til dansk professor, lægen Christian Carl Cramer og maleren Georg Wilhelm Baurenfeind. Bergreen, en svensk dragon var med som tjener; han bliver ofte ikke omtalt, Niebuhr skrev således selv kun om et femtalligt rejseselskab.
Bernstorff, der hurtig fattede tillid til Niebuhr, udnævnte ham til togtets skatmester, og da han var den eneste, der vendte tilbage, tales nu almindelig om Niebuhrs ekspedition, uden at en sådan førerstilling oprindelig var tildelt ham.

## Ekspeditionens rute
Den første plan gik ud på at sende ekspeditionen ad søvejen over Trankebar til Yemen, tidligere Jemen, hvor den skulle opholde sig i to til tre år, men på grund af den lange sørejse opgav man dette.
Afgår til Dardanellerne og via Konstantinopel til Alexandria 

Orlogsskibet Grønland, der afgik fra København 7. januar 1761, førte ekspeditionen til strædet ved Dardanellerne, hvorfra den begav sig til Konstantinopel og på et handelsskib nåede Alexandria. 

Nedreegypten og Sinai-halvøen 

I Nedreegypten og på Sinai-halvøen foretog den betydelige arkæologiske og fysiske undersøgelser indtil september 1762, da den indskibede sig i Suez for at nå Sydarabien. Her landede den i Loheia  29. december og rejste over land til Mokka. 

Mokka, hvor van Haven dør 

Men medlemmernes sundhed var allerede nedbrudt; van Haven, der synes at have savnet energi og videnskabelig sans, døde af malaria i Mokka, og Forskål, der havde udført et stort botanisk arbejde, bukkede ligeledes under for malaria på vejen til Sanâ, Jemens hovedstad. Fra dette øjeblik var Niebuhr, der også var syg, men overlevede, ekspeditionens eneste aktive videnskabsmand. 

Med skib fra Jemen mod Bombay – Baurenfeind og Cramer dør 

I otte måneder gennemforskede han en stor del af Jemen, havde gentagne gange foretræde hos Imanen af Sanâ, og højst ugerne indskibede han sig 23. august 1763 i Mokka for at nå Bombay. På overrejsen døde Baurenfeind og kort efter tillige dr. Cramer. 

Bombay og tilbage til "Persepolis' pragtfulde ruiner" 

Niebuhr stod nu ene med en svensk tjener og følte sig så svag, at han tit opgav ethvert håb om at gense hjemmet, men ikke des mindre fandt han kraft og lejlighed til at undersøge ruinerne i Elephanta, og efter et 14 måneders ophold i Bombay, nu kaldet Mumbai, afsejlede han atter til Arabien, landede i Maskat, Omans hovedstad, og nåede herfra over Bender Buschir og Schiras/Schiraz til Persepolis' pragtfulde ruiner, der fængslede ham i det meste af en måned og for ham selv blev glanspunktet under hele rejsen.
Med utrættelig flid aftegnede han mindesmærker og indskrifter, hans syn svækkedes under arbejdet i det blændende sollys, hans tjener bukkede under for ørkenlivet, og ene måtte han tiltræde tilbagevejen over Buschir og den persiske havbugt til Basra.

## Over Bagdad tilbage til København november 1767
I november 1765 gik rejsen videre over Bagdad, Mosul og Diarbekr til Halep, hvorfra han foretog en forskningsudflugt til Cypern og derfra over Jaffa til Jerusalem og Damaskus.
Sluttelig gennemrejste han Anatolien for over Konstantinopel og det europæiske fastland at nå hjem til København i november 1767.
Her blev han modtaget med udmærkelse af hoffet, selv om interessen for ekspeditionen havde kølnedes noget, da Frederik 5. var død i mellemtiden, og den ikke særligt videnskabeligt interesserede og sindssyge Christian 7. sad på tronen i stedet. Men grev Bernstorff modtog ham med interesse, da projektet i sidste ende var Bernstorffs værk; han forfremmedes til ingeniørkaptajn og blev optaget i flere udenlandske lærde selskaber. Interessen i de lærde kredse i Danmark var dog til at overse. Således måtte Niebuhr selv betale trykningen af forskellige rejseberetninger skrevet af ham selv og Forsskål. Og med Struensees magtovertagelse i 1770 blev Bernstorff afskediget som statsminister, hvilket betød at Niebuhrs væsentligste protegé var forsvundet fra magten.

## Et resultat af ekspeditionen: længdebestemmelser 'med beundringsværdig nøjagtighed'
Få grund af van Havens og Forskåls tidlige død nåedes ekspeditionens filologiske og botaniske øjemed kun i ringere grad, og endnu mere må det beklages, at Niebuhrs astronomiske observationer ikke offentliggjordes før en menneskealder efter hans hjemkomst. De 7 kasser med prøver af flora og fauna fra rejsen, indsamlet af Forskål, fik lov til at stå uåbnede til 1770, da den hidtidige professor i naturvidenskab Ascanius blev udskiftet af Johann Friedrich Struensee. Men på dette tidspunkt var de meste af samlingen ødelagt af råd og svamp, og det var derfor ubrugeligt.
Som Tobias Mayers elev var Niebuhr den første, der praktisk benyttede hans metode og månetavler ved længdebestemmelser, og endnu førend dr. Nevil Maskelyne, kongelig britisk astronom, på sin berømte rejse til Sankt Helena 1761 havde overbevist sig om fremgangsmådens brugbarhed, hjemsendte
Niebuhr stedbestemmelser, der udmærkede sig ved den mest beundringsværdige nøjagtighed og bidrog til, at Mayers enke fik den af det engelske admiralitet udlovede belønning for længdebestemmelser
til søs.
Men uheldig påvirket af astronomen, den jesuitiske pater Maximillian Hell fandt Niebuhr ikke mod til at offentliggøre sine observationer, og kortet over Middelhavet og Levanten nåede derfor først sin rigtige form ved Napoleon Bonapartes togt til Egypten 1800 og den samtidige offentliggjørelse af Niebuhrs observationer i astronomen Franz Xaver von Zachs
månedsskrift.
Kortet over det Røde Hav og Jemen var dog yderst nøjagtige, og blev brugt af senere, bl.a. engelske ekspeditioner i området.

## Andre af ekspeditionens resultater
Derimod fik ekspeditionen ved Forskåls og særlig Niebuhrs arbejder stor betydning i andre retninger. Niebuhr er en af de dygtigste videnskabelige rejsende, der nogen sinde har levet.
Han var vel ingen genial begavelse, i mange retninger savnede han også kundskab og fordannelse; men han besad en aldrig svigtende videnskabelig sans; i sit særlige fag stod han blandt de fremmeligste i tiden, og da han pludselig måtte overtage både ledelsen og ansvaret for det hele, udfoldede han en samlerflid, en troskab og mangesidethed i iagttagelsen og en nøjagtighed i beskrivelsen, der altid ville sikre hans skrifter en høj rang i den geografiske rejselitteratur.
Foruden Forskåls efterladte botaniske arbejder udgav han Beschreibung von Arabien (1772) og Reisebeschreibung von Arabien (I-II, 1774-78, hvortil 1837 sluttede sig en 3. Del, udgivet af J. N. Gloyer og J. Olshausen).

## Opgiver at rejse til Nord- og Mellemafrika og gifter sig i stedet
1773 tænkte han stærkt på at foretage en ny rejse til Nord- og Mellemafrika, men da han samtidig giftede sig med Christiane Sophie Blumenberg (født 1742), datter af justitsråd, dr. med. Georg Heinrich Blumenberg, opgav han disse planer.
Hans militære stilling trættede ham, og da han 1778 frygtede for at blive sendt på en opmålingsrejse til Norge, søgte og fik han embedet som landskriver i Sønderditmarsken med titel af justitsråd og henlevede resten af sit liv i Meldorf, optaget hovedsagelig af embedsforretninger, have- og landbrug.
I flere år opgav han al litterær syssel, der havde bragt ham pekuniære tab, og først efter 1784 begyndte han atter at offentliggøre afhandlinger om orientalske forhold, og den anerkendelse, som hans astronomiske observationer fandt omkring århundredskiftet, oplivede ham kendelig; han blev optaget som medlem af l'Institut de France og trådte i brevveksling med adskillige lærde, ligesom regeringen udnævnte ham til etatsråd (1808), og da han 1810 ganske mistede synet, lod den ham dog forblive i embedet. Han døde 26. april 1815.

## Steder navngivet efter Carsten Niebuhr
- Københavns Universitets afdelingen for nærorientalske studier, bærer hans navn: Carsten Niebuhr Afdelingen (tidligere Carsten Niebuhr Instituttet).
- I 2005 blev en ny vej i Høje-Taastrup Kommune navngivet Niebuhr Gade. Det blev oprindeligt foreslået at vejen skulle hedde Carsten Niebuhrs Gade, men det blev vurderet for langt af kommunens tekniske udvalg.[3]
- I 2009 blev en ny gade i København navngivet Carsten Niebuhrs Gade. Den løber fra Bernstorffsgade parallelt med Kalvebod Brygge og forbindes med sidstnævnte af den ligeledes nye Arni Magnussons Gade.